# Mellanbalken
Mellanbalken är öar i Finland. De ligger i Skärgårdshavet och i kommunen Pargas i landskapet Egentliga Finland, i den sydvästra delen av landet. Öarna ligger omkring 68 kilometer sydväst om Åbo och omkring 210 kilometer väster om Helsingfors.
Arean för den av öarna koordinaterna pekar på är 0,6 hektar och dess största längd är 140 meter i sydöst-nordvästlig riktning. Närmaste större samhälle är Korpo, 19,8 km öster om Mellanbalken.